# 多刺鰩
多刺鰩（學名：Raja polystigma），為軟骨魚綱鰩目鰩科鰩屬的一種，分布於東北大西洋地中海西部海域，深度100至400公尺，本魚體盤寬大於長，邊緣彎曲，吻部很短，尖端圓而多刺，齒列50-60列，背面光滑，前緣有一些小刺，尾部多刺，中排有22-28個刺，背鰭之間沒有刺，腹面光滑，除吻部有小刺，體色為棕色，帶有不規則的深色圓點和淺色斑點圖案，盤周圍有狹窄的白色帶，體長可達60公分，棲息在軟底質海域，為底棲性魚類，肉食性，以甲殼動物與硬骨魚為食，卵生，卵囊呈長方形，具有堅硬的角質觸鬚，生活習性不明。